# Sam Bennett
Sam Bennett (n. 16 octombrie 1990, Wervik, Flandra, Belgia) este un ciclist irlandez, membru al echipei Deceuninck-Quick Step. Este specializat pe sprint și a câștigat o etapă din Turul Franței 2020, trei etape din Turul Italiei 2018, două din Turul Spaniei 2019 și alte trei în Paris-Nisa.

## Rezultate în marile tururi

### Turul Franței
3 participări
- 2015: abandon în etapa a 17-a
- 2016: locul 174
- 2020: câștigător al etapelor a 10-a și a 21-a

### Turul Italiei
2 participări
- 2017: locul 158
- 2018: locul 112, câștigător al etapelor a 7-a, a 12-a și a 21-a

### Turul Spaniei
3 participări
- 2019: locul 134, câștigător al etapelor a 3-a și a 14-a
- 2020: locul 137, câștigător al etapei a 4-a
- 2022: câștigător al etapelor a 2-a și a 3-a